# Sean Harris
Sean Harris (ur. 8 lutego 1966 w Londynie) – brytyjski aktor filmowy i telewizyjny, znany m.in. z roli Micheletta Corelli z serialu Showtime Rodzina Borgiów.

## Życiorys
Urodził się w londyńskiej dzielnicy Bethnal Green. Wychowywał się w Norwich w hrabstwie Suffolk. Uczęszczał do Denes High School. W wieku 23 lat przeniósł się do Londynu, aby w latach 1989–1992 studiować w Drama Center London. Był członkiem Glasgow Citizens Theatre, gdzie występował w różnych sztukach Williama Szekspira.
Debiutował w 1994, kiedy to zaczął grać w serialach telewizyjnych. W 2002 pojawił się w głównej roli w nagradzanym filmie krótkometrażowym True Love (Once Removed). Zauważony został po występie w komedii 24 Hour Party People oraz w horrorze Lęk. W 2007 otrzymał główną rolę w niezależnej brytyjskiej produkcji Saxon, a rok wcześniej w miniserialu See No Evil: The Moors Murders, gdzie zagrał seryjnego mordercę Iana Brady’ego. Popularność przyniosły mu także postacie kondotiera Micheletta Corelli w Rodzinie Borgiów i geologa Fifielda w Prometeuszu Ridleya Scotta. Został też zaangażowany do roli Solomona Lane’a w cyklu filmowym Mission: Impossible.
W 2013 otrzymał jedną z głównych ról w miniserialu Southcliffe, która przyniosła mu Nagrodę Telewizyjną Akademii Brytyjskiej dla najlepszego aktora.

## Filmografia
- 1994: Minder
- 1995: Signs and Wonders
- 1995: The Vet
- 1998: Kavanagh QC
- 1999: Jezus
- 2000: Na sygnale
- 2001: The Hunt
- 2001: Odkrycie nieba
- 2002: 24 Hour Party People
- 2002: Sędzia John Deed
- 2002: True Love (Once Removed)
- 2004: Lęk
- 2004: Trauma
- 2005: Asylum
- 2005: Brothers of the Head
- 2005: Frozen
- 2005: Izolacja
- 2006: See No Evil: The Moors Murders
- 2007: Outlaw
- 2007: Saxon
- 2008: Budząc zmarłych
- 2008: Powstać z popiołów
- 2009: Harry Brown
- 2009: Law & Order: UK
- 2009: Red Riding
- 2010: Brighton Rock
- 2010: Five Daughters
- 2010: Native Son
- 2011: A Lonely Place to Die
- 2011: Rodzina Borgiów
- 2012: Prometeusz
- 2013: Southcliffe
- 2014: W potrzasku. Belfast ’71
- 2014: Deliver Us from Evil
- 2014: Serena
- 2015: Makbet
- 2015: Mission: Impossible – Rogue Nation
- 2018: Mission: Impossible – Fallout
- 2019: Król
- 2021: Spencer
- 2022: The Stranger